# Эббетс, Чарльз Клайд
Чарльз Клайд Эббетс (англ. Charles Clyde Ebbets) — американский фотограф XX века, один из возможных авторов фотографии «Обед на небоскрёбе», сделанной во время строительства Рокфеллеровского центра. На данный момент официально считается, что автор фотографии неизвестен, хотя ряд источников продолжает считать автором Эббетса.
Чарльз родился в Алабаме в 1905 году; в 1951 году он женился на 18тилетней Хай (High). У них было четверо детей: Чоби (Chobee), Тоби (Toby), Брюс (Bruce) и Тами (Tami). Помимо фотографии Чарльз увлекался охотой, рыбалкой, автогонками, реслингом, пилотированием и актёрской работой.
17 его фотографий хранятся в фонде Corbis, основанном Биллом Гейтсом в 1989 году. Снимки печатались в газетах, а также в журналах National Geographic, Field & Stream, Look; фотограф работал на Hamilton Wright Features syndicate, Associated Press и The Miami News. Среди его работ, помимо съёмки строительства небоскрёба — фотографии Френка Локхарта, хроники последствий флоридского урагана 1935 года. Первая фотокамера появилась у него, когда Чарльзу было 8 лет; для её получения он воспользовался счётом матери в местной аптеке, за что был выпорот. Чарльз работал с отцом в местной газете, оставив школу после 10го класса; в 16 лет он уехал работать в Монтгомери. В 1922 году он уехал во Флориду, в Санкт-Петербург, где заинтересовался киносъёмкой; в 1924 году он снялся в нескольких фильмах под псевдонимом Wally Renny. В последующие несколько лет он путешествовал по Майами, Августе, Вирджиния Бич и Нью-Йорку; в это же время он получил лицензию пилота, стал страстным охотником и рестлером.
Чарльз избежал призыва в армию во время Второй мировой войны, так как у него некогда была сломана спина.
В 1978 году он умер от рака в возрасте 72 лет.